# Charente limousine
La Charente limousine ou Confolentais (Charanta lemosina o Confolentés en occitan limousin) est une région naturelle de France située dans la région Nouvelle-Aquitaine. Elle correspond à la partie occidentale du Massif central, au nord-est du département de la Charente dont elle occupe presque un quart de la superficie.
Zone rurale, peu densément peuplée, aux paysages vallonnés, elle couvre les contreforts granitiques occidentaux du Massif central, contrairement au reste du département, aux sols plus calcaires. Sa capitale est Confolens.
Avant 1790, ce pays faisait partie de la province de la Marche et du diocèse de Limoges mais n'a pas été inclus dans le département de la Haute-Vienne lors de la création de celui-ci. Il a au contraire complété l'Angoumois pour former le département de la Charente en 1790. Comme dans le reste de la Charente occitane (qui occupe le tiers oriental de la Charente), la langue traditionnelle est le limousin.
Depuis 2017, la cohérence du territoire est servie par le périmètre de la Communauté de communes de Charente Limousine.

## Géographie

### Situation
La Charente limousine correspond approximativement à la moitié est de l'arrondissement de Confolens et comprend 42 communes.
Le Confolentais est entouré par les régions naturelles suivantes : au nord par le Civraisien, le Montmorillonnais et la Basse Marche, à l'est par le Pays de la Vienne (monts de Blond, Pays de Saint-Junien, Pays de Rochechouart), à l'ouest par le Pays d'Horte et Tardoire et le Ruffécois. Au sud, le Nontronnais n'est qu'à quelques kilomètres.

### Géologie
La Charente limousine fait partie du Massif central contrairement au reste de la Charente qui est calcaire (Bassin aquitain).
La nature de la roche sous-jacente est cristalline (schiste, gneiss et granite). Les paysages sont totalement différents  dans cette partie du département : verdoyant, vallonné (vallées en V), prés et élevage de vaches limousines à la robe rouge, maisons de pierre brune.
C'est la géologie qui définit la partie limousine de la Charente, mais aussi l'histoire car les contours du Limousin depuis les Lémovices ont étrangement épousé ceux de cette région naturelle en Charente.

### Relief
La région de la Charente limousine est un espace de transition où les hauteurs du plateau du Limousin s'abaissent progressivement vers les plaines calcaires de l'Angoumois, avec une avancée au massif de l'Arbre.
Elle occupe un vaste plateau ondulé et accidenté dont l'altitude moyenne dépasse les 200 mètres, présentant une suite de collines élevées et de vallées profondes. Son altitude varie entre 150 et près de 370 mètres.
Dans cette partie du département, le climat, plus rude, correspond à celui de la Haute-Vienne.

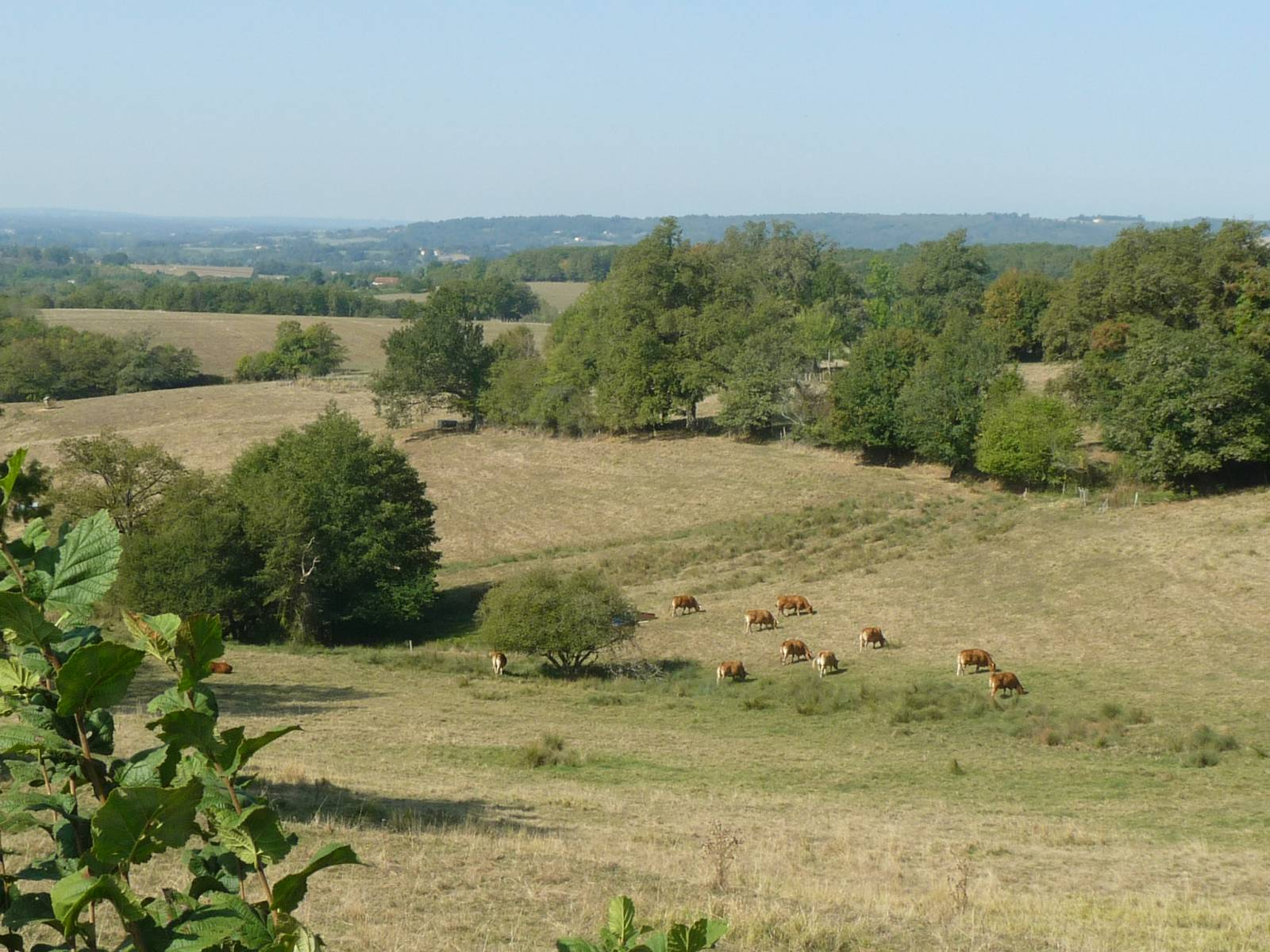
Paysage vers Écuras.
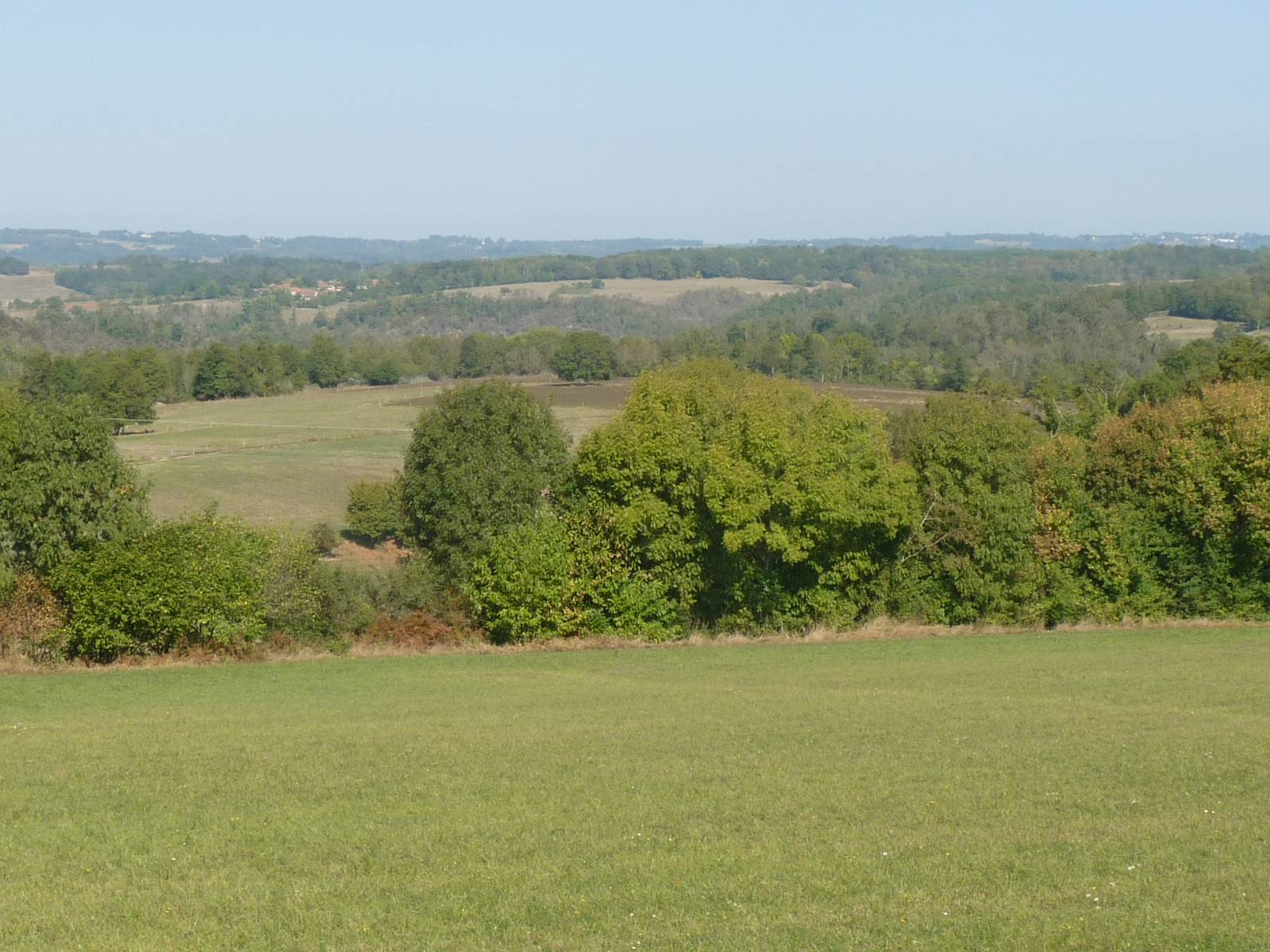
Paysage près d'Eymouthiers.
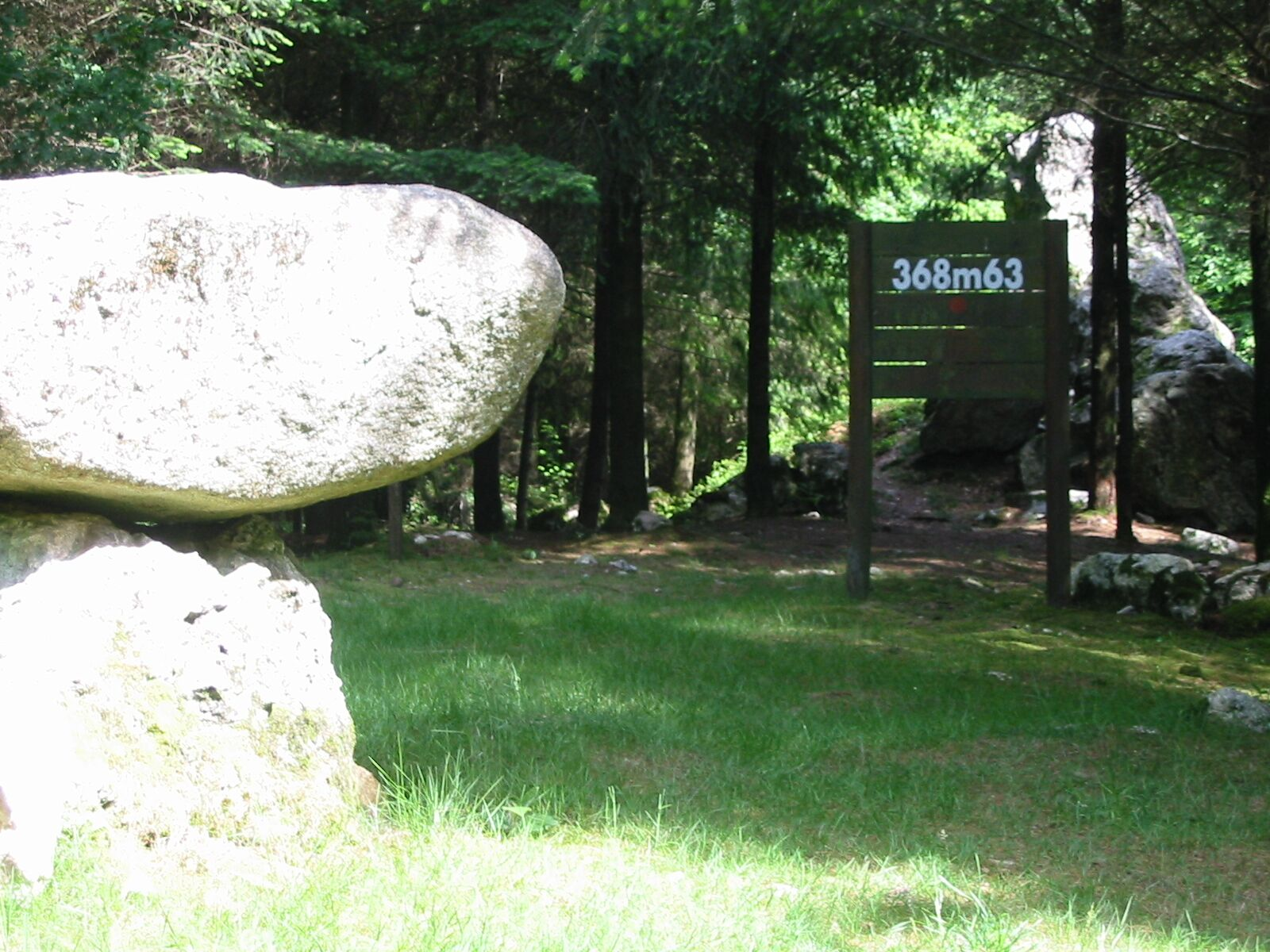
Le point culminant de la Charente à Montrollet.
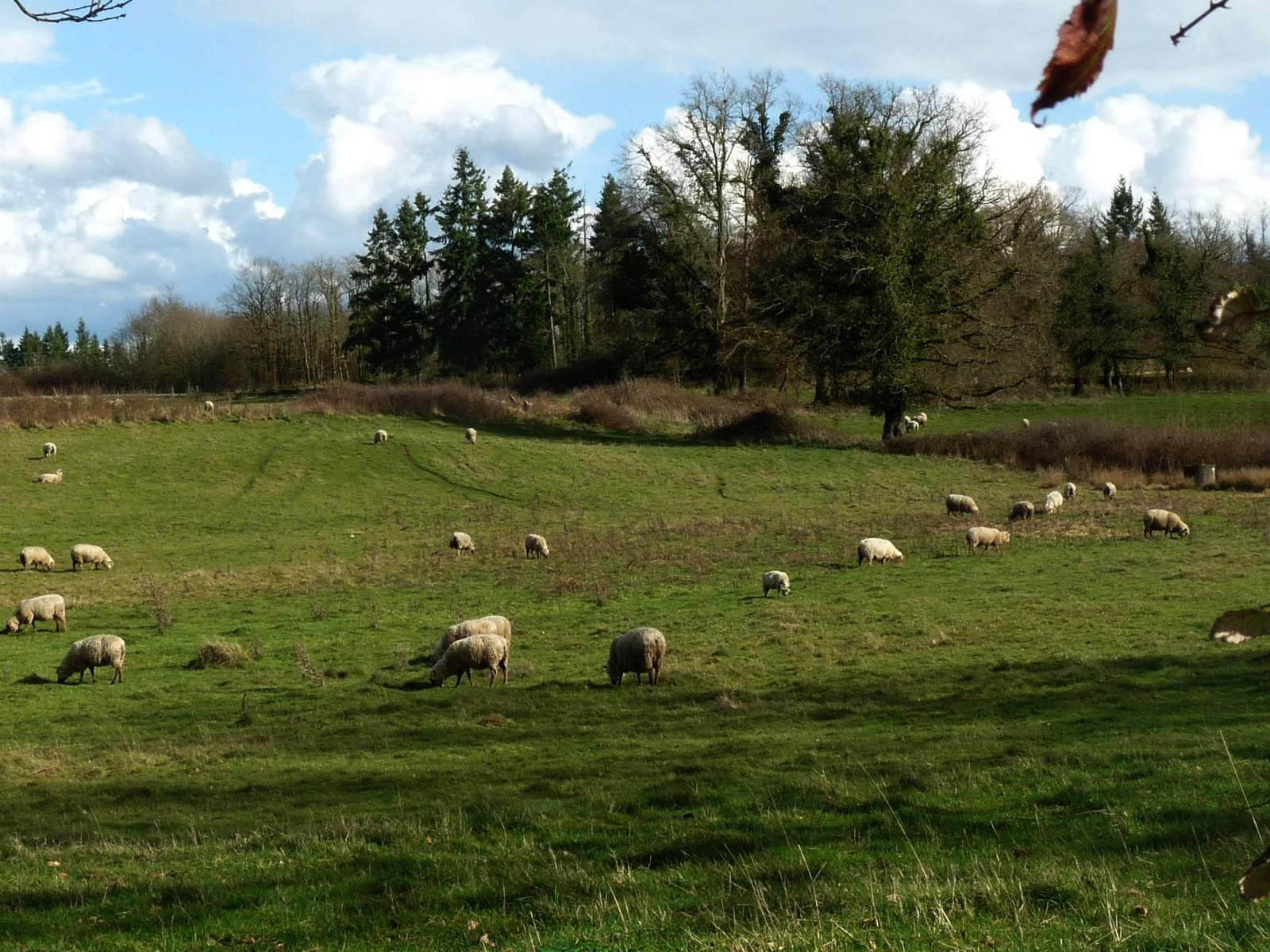
Paysage près de Chassenon.
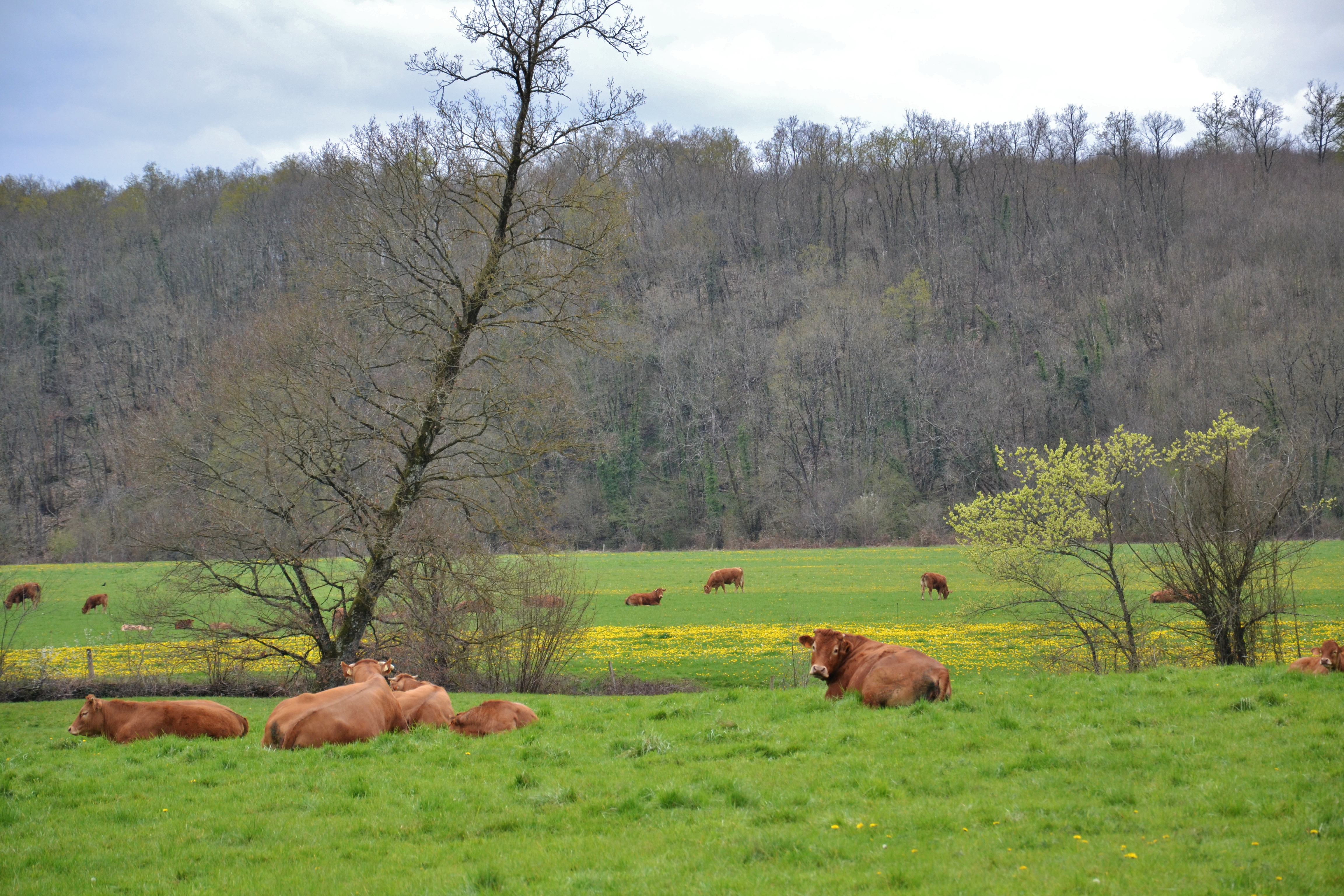
Les rives de la Grêne, près de Chabanais.

## Tourisme
Le tourisme est en plein développement avec les lacs de Haute-Charente (Lavaud et Mas-Chaban), le Festival de Confolens et le Chemin de fer Charente-Limousine depuis 2015.

## Histoire
La limite du diocèse de Limoges, héritée des Romains, épouse parfaitement cette limite naturelle.
Jusqu'à la Révolution, l'actuelle Charente limousine a plus souvent fait partie de la Marche que de l'Angoumois. À la création des départements, elle constitue la Charente avec l'Angoumois, une partie de la Saintonge, du Périgord et du Poitou.

### Linguistique

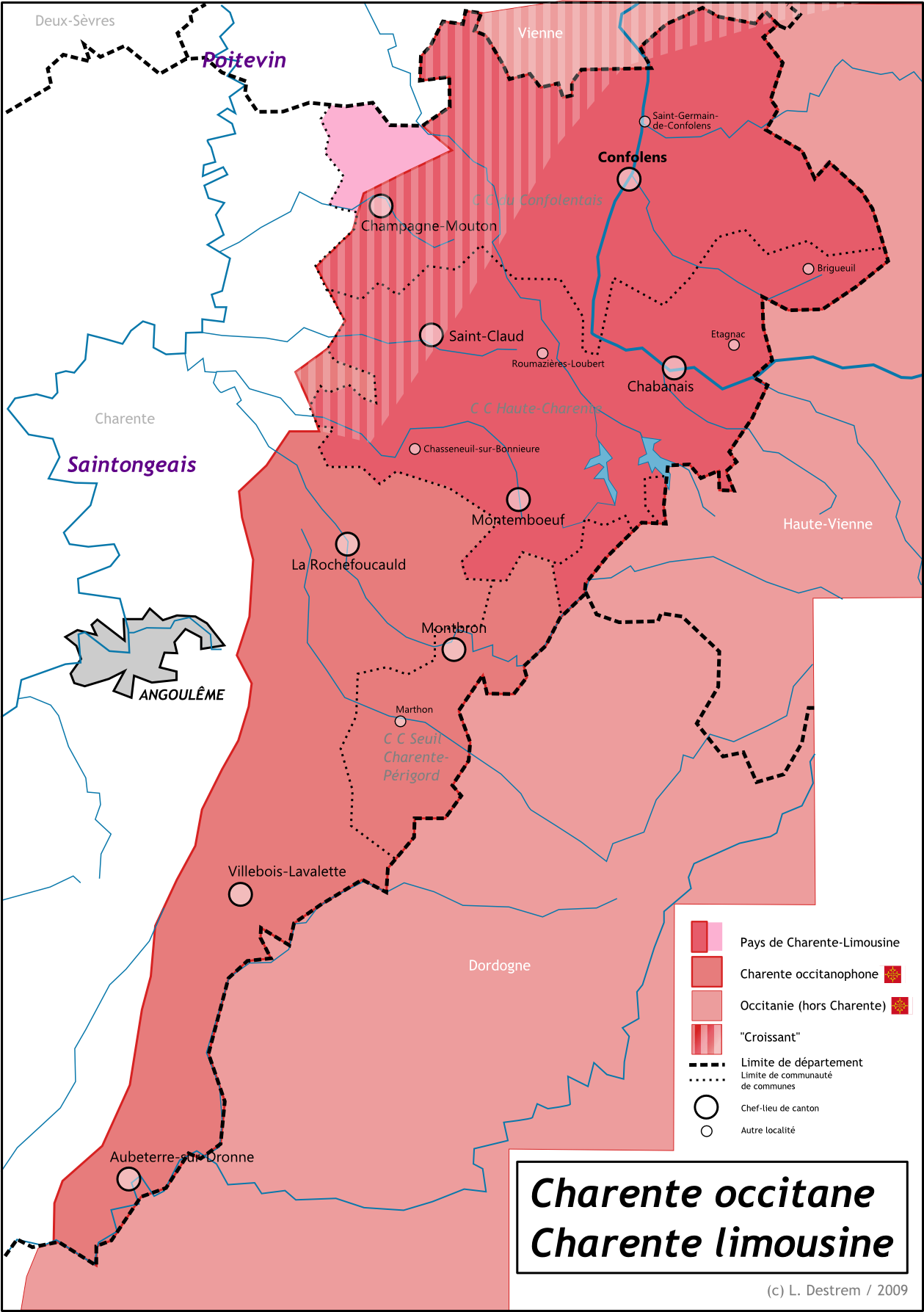
Pays de Charente-Limousine (langue d'oc)
Pays de Charente-Limousine (langue d'oïl : poitevin)
Charente occitanophone hors Pays de Charente-Limousine
Occitanie hors Charente (ici Vienne, Haute-Vienne, Dordogne)
Autres zones de langue d'oïl (saintongeais / poitevin)

La dénomination « Charente limousine » est aussi bien touristique qu'historique et géologique, ayant été reprise par le pays de Charente limousine et par nombre de guides touristiques. Pour mieux cerner l'aspect historique et culturel de la zone, on adopte l'appellation de « Charente occitane » dont la Charente limousine est une partie importante, qui met en relief la caractéristique linguistique sous-entendant les différences dans l'histoire entre cette partie de la Charente et l'autre (partie ouest de l'Angoumois et Sud Charente, où le saintongeais est la langue depuis les repeuplements à la suite des ravages de la guerre de Cent Ans).
Les définitions que l'on semble habituellement accoler aux appellations de Charente limousine et de Charente occitane diffèrent donc un peu, car la notion de Charente limousine se réfère davantage à la zone délimitée par l'ancienne communauté de communes de Haute-Charente, à laquelle on ajoutait jusqu'en 2016 le territoire des communautés de commune du Confolentais et Seuil Charente-Périgord, et correspondant globalement au territoire du pays dit de Charente limousine. En choisissant de définir le territoire en fonction de la langue occitane, on peut résumer et simplifier la limite ouest de la zone par une ligne passant bien plus à l'ouest. Depuis 2017, les communautés de communes de Haute-Charente et du Confolentais ont fusionné pour former la communauté de communes de Charente Limousine, qui recoupe approximativement le territoire de Charente limousine.
Ainsi, la Charente limousine semble bien se restreindre à la zone occitanophone mais directement accolée au territoire limousin, et donc laisser de côté la zone allant du nord au sud de Montbron à Aubeterre-sur-Dronne, proche, elle, du Périgord, et réunie dans le pays d'Horte et Tardoire. Pour résumer, la Charente occitane, occupant un tiers est du département, comprend dans sa moitié nord le territoire de Charente limousine.

## Économie
L'économie de la Charente limousine repose en partie sur l'agriculture, avec un secteur de l'élevage encore présent. L'industrie est historiquement développée, à travers la tuilerie-briqueterie et la papeterie, notamment dans la vallée de la Vienne.

## Liste des communes
Abzac - Ansac-sur-Vienne - Brigueuil - Brillac - Chabanais - Chabrac - Chassenon - Cherves-Châtelars - Chirac - Confolens - Écuras - Esse - Étagnac - Exideuil - Eymouthiers - Genouillac - Hiesse - Lésignac-Durand - Lessac - Lesterps - Le Lindois - Manot - Massignac - Mazerolles - Mazières - Montembœuf - Montrollet - Mouzon - Oradour-Fanais - La Péruse - Pressignac - Roumazières-Loubert - Roussines - Rouzède - Saint-Christophe - Saint-Germain-de-Confolens - Saint-Maurice-des-Lions - Saint-Quentin - Saulgond - Sauvagnac - Suris - Verneuil - Vitrac-Saint-Vincent
Le Pays de Charente limousine est légèrement plus étendu (64 communes), principalement à l'ouest.

## Galerie d'images

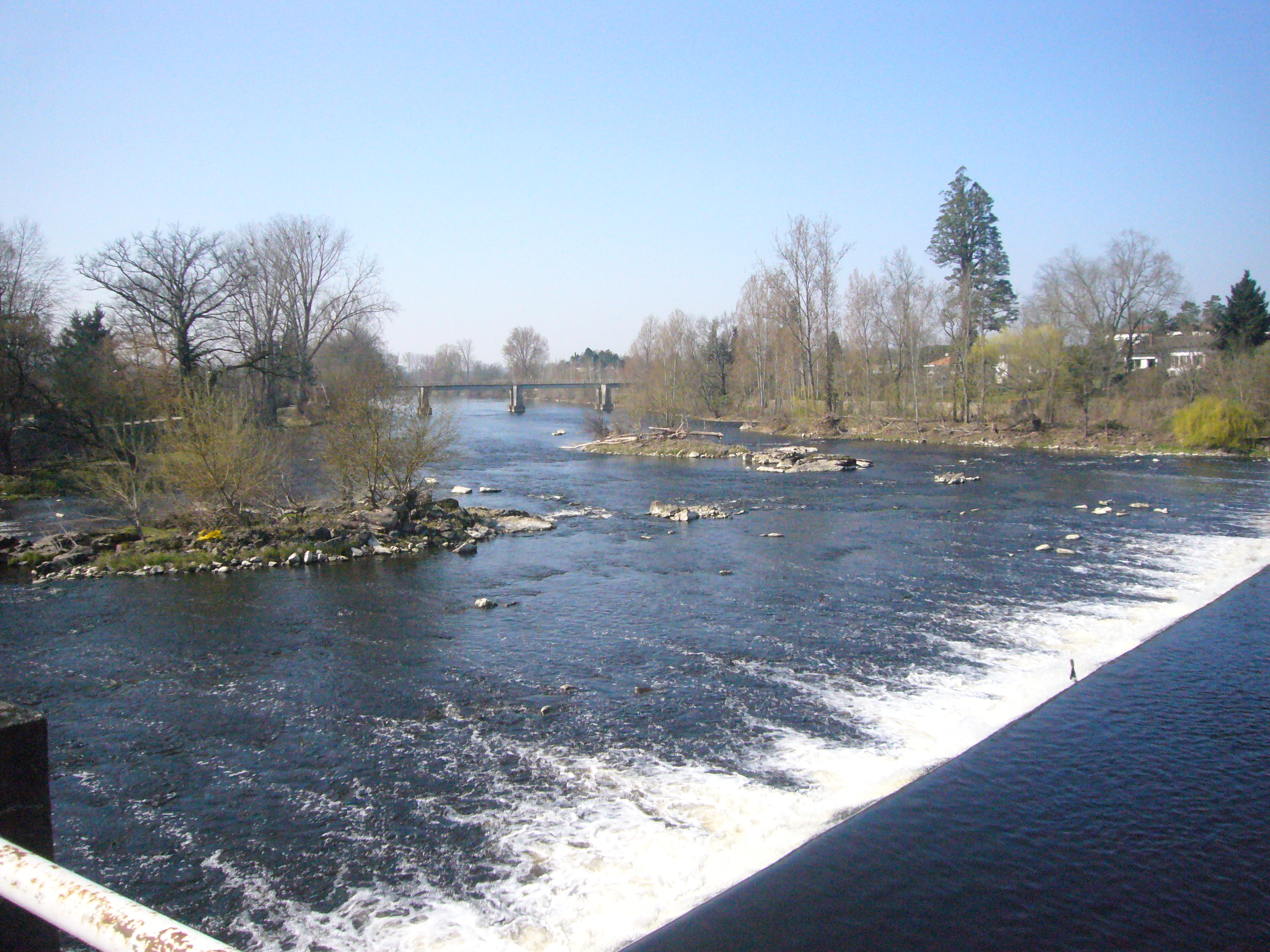
La Vienne à Chabanais.
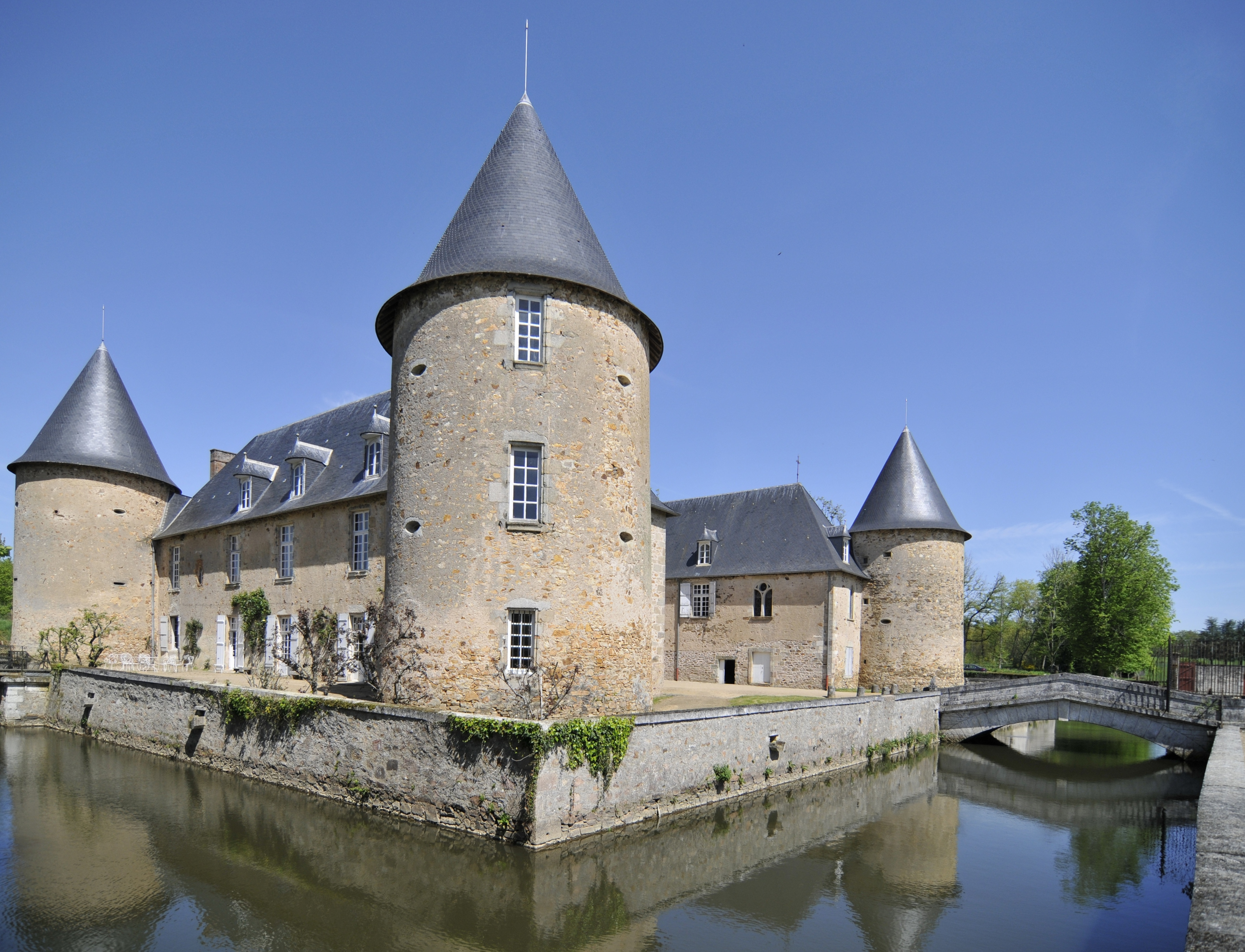
Château de Rochebrune.
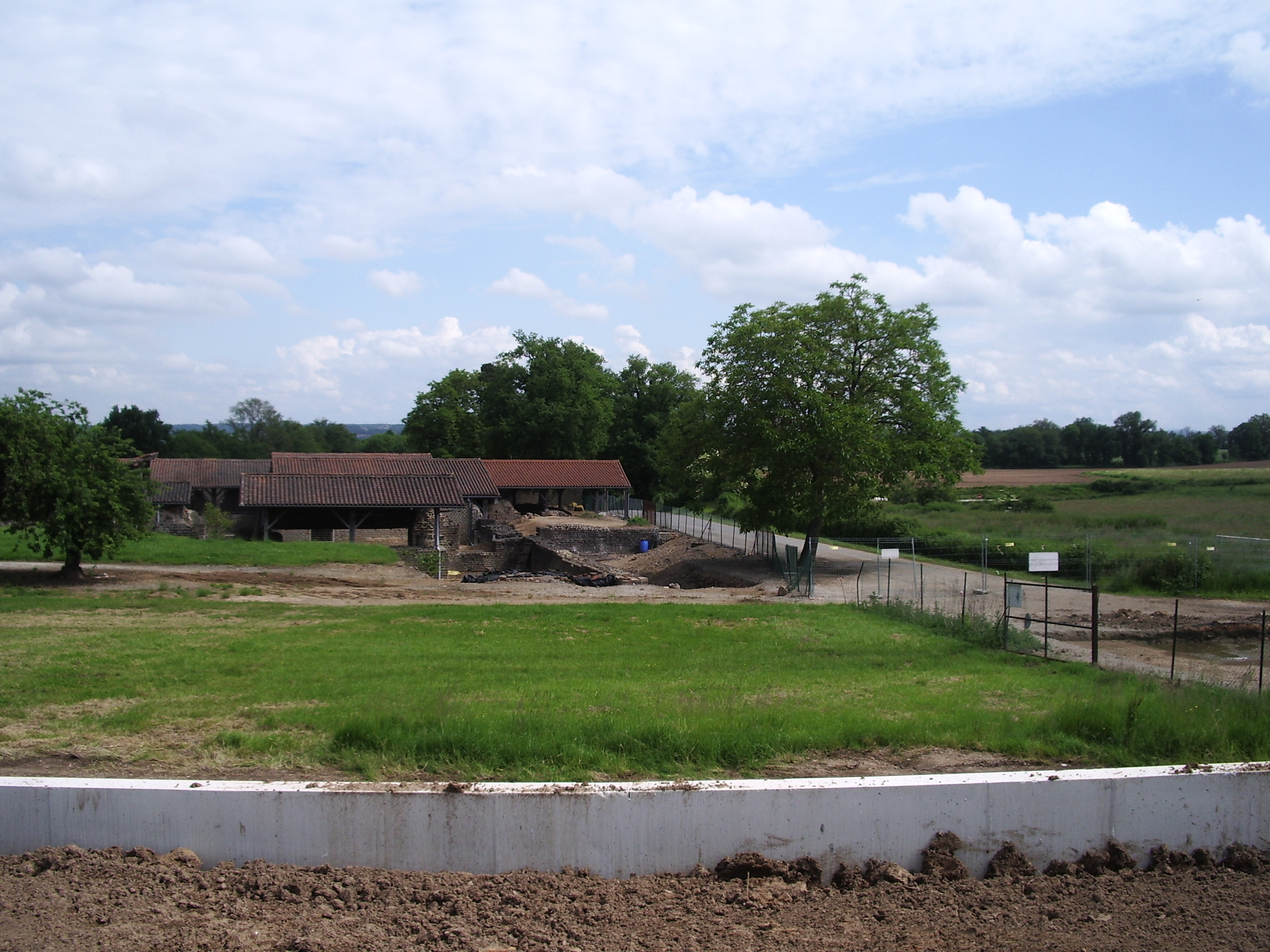
Entrée des Thermes gallo-romains de Chassenon.
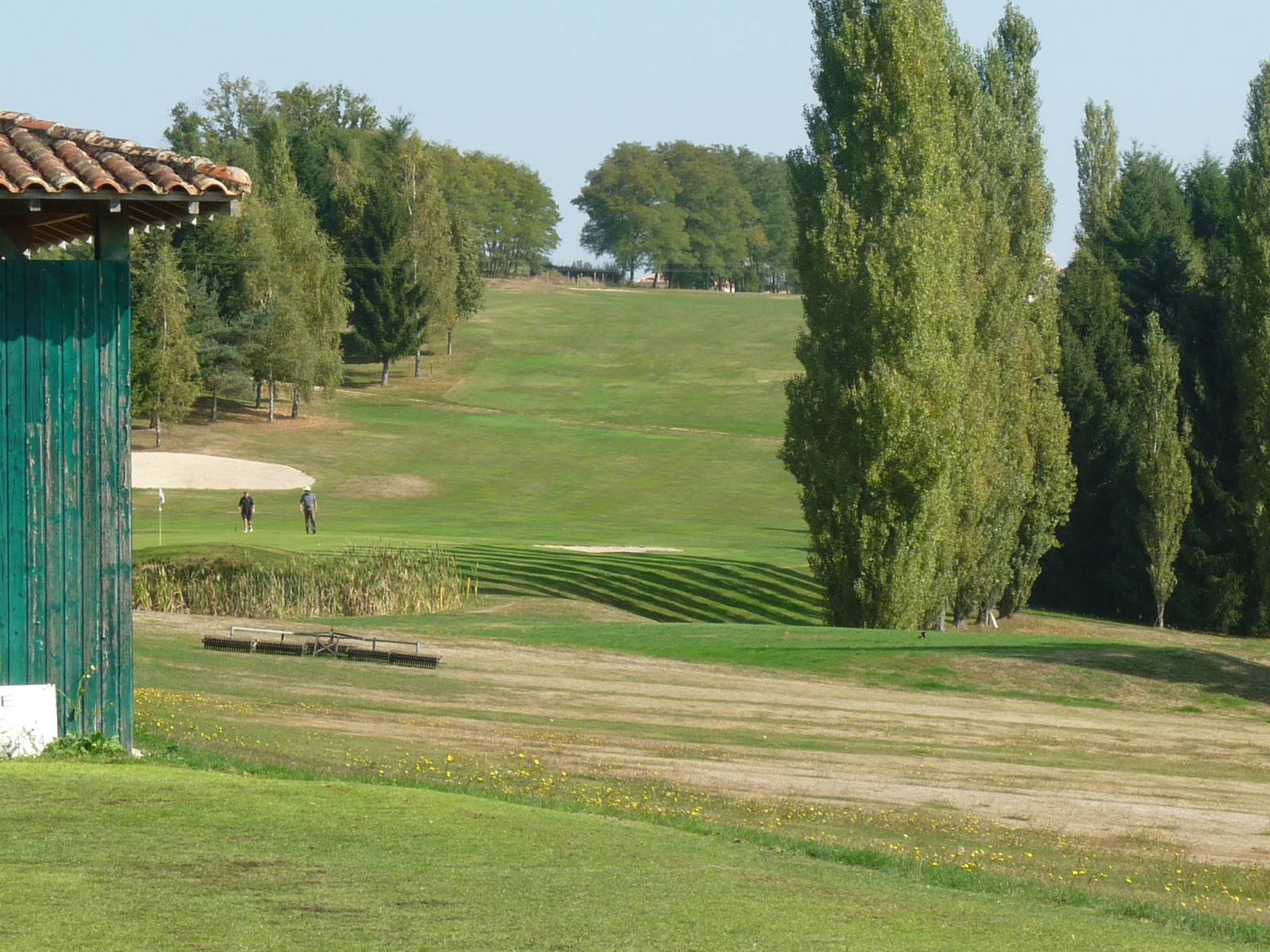
Le golf de la Prèze, à Rouzède.
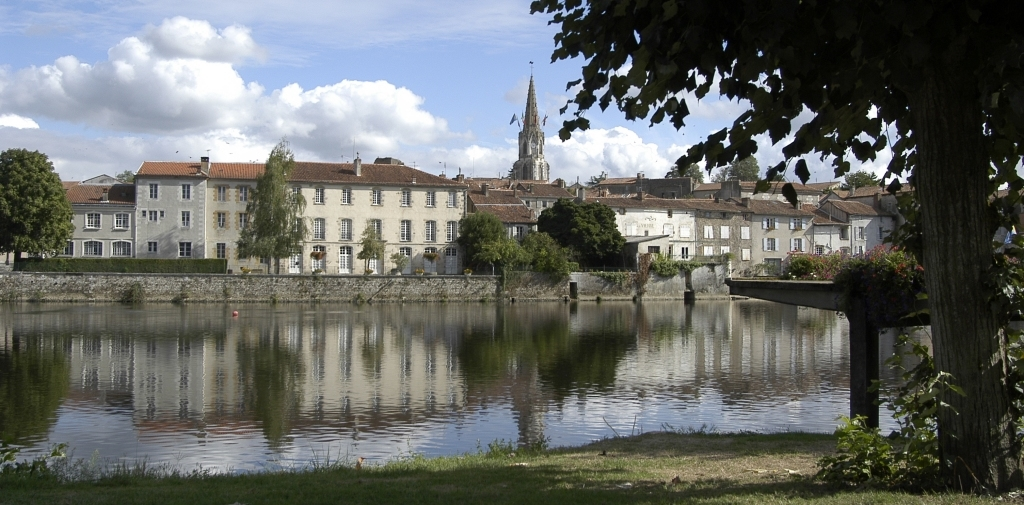
Confolens.
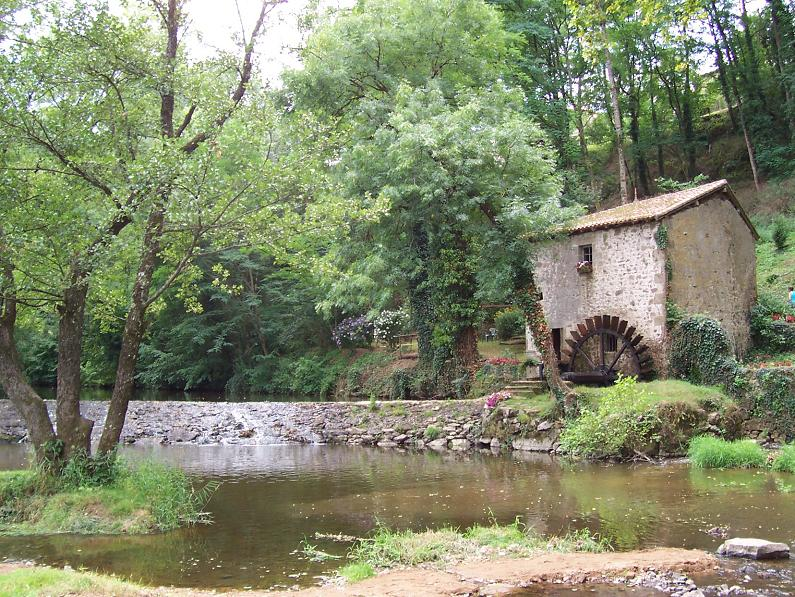
Le moulin du Goire à Confolens.
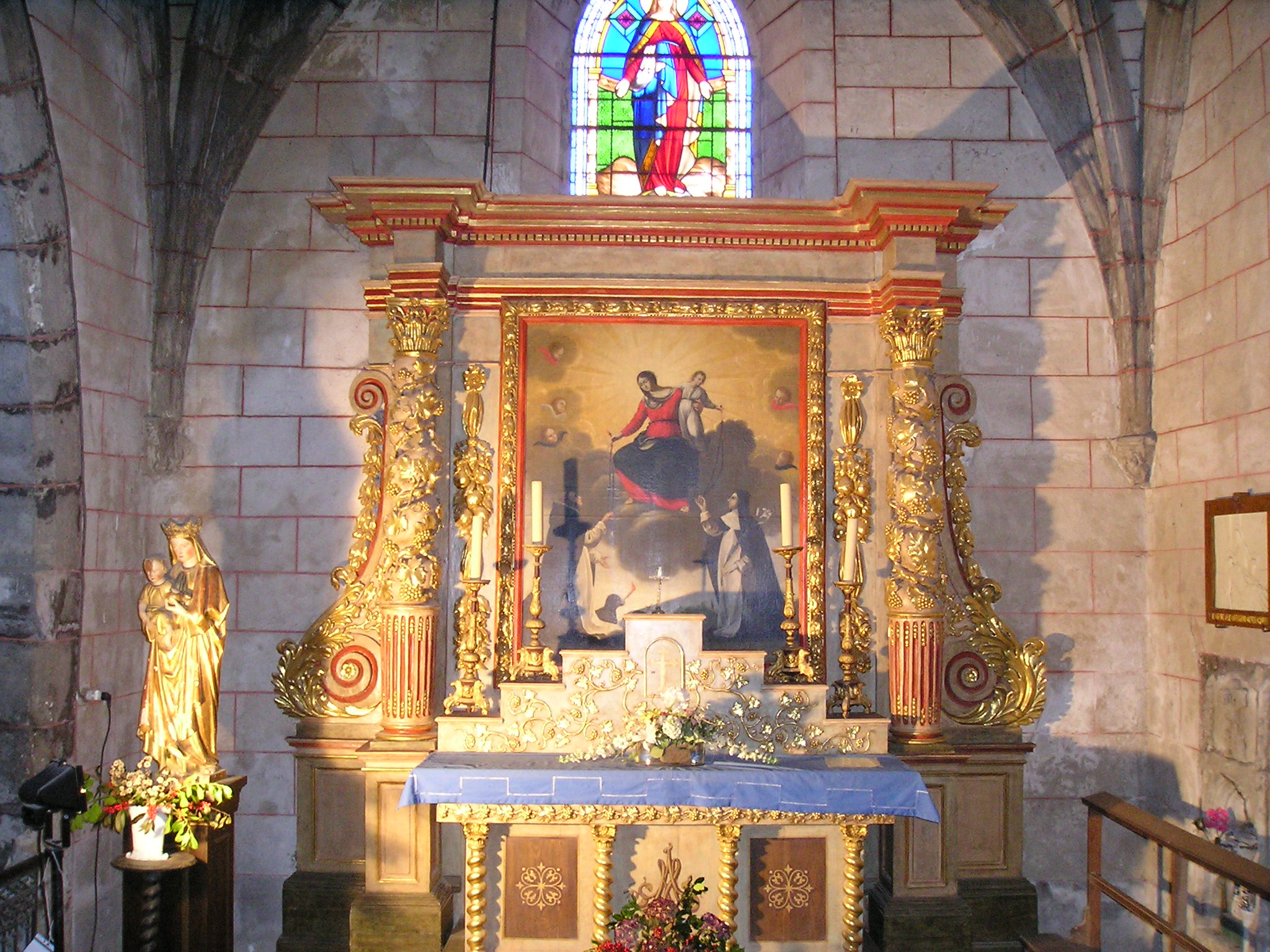
Retable du rosaire de Pressignac.
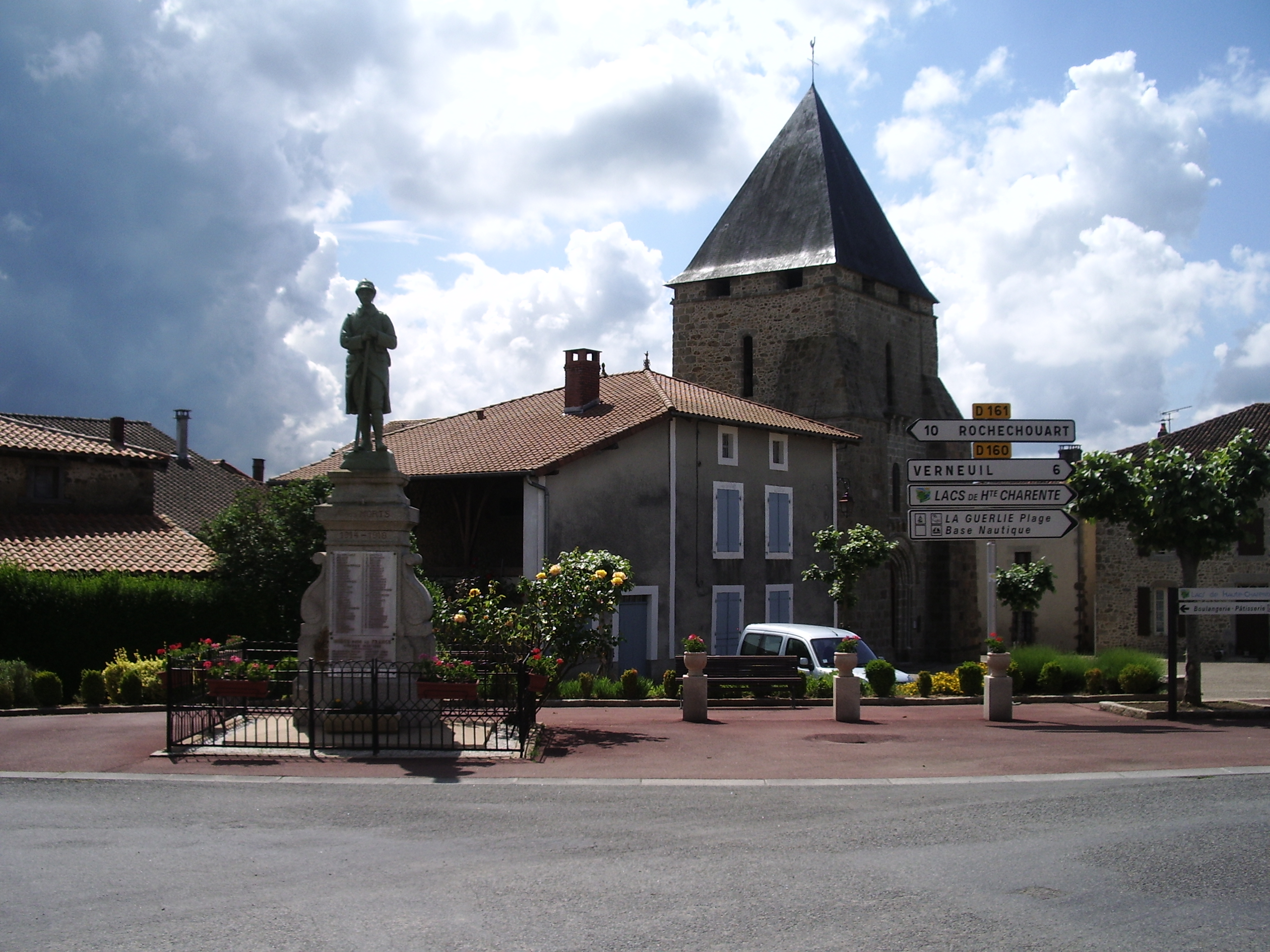
Pressignac.
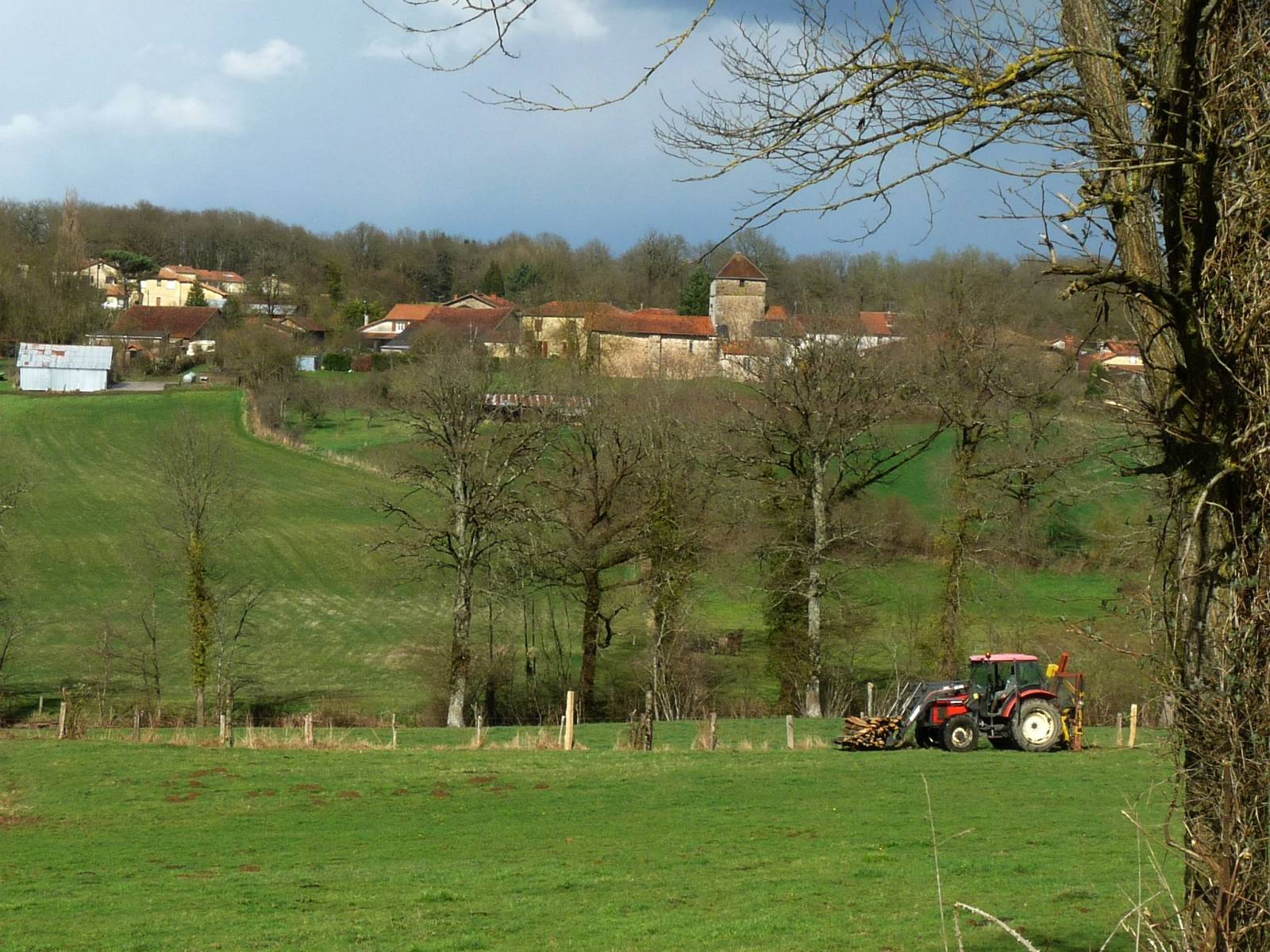
Saint-Quentin-sur-Charente.
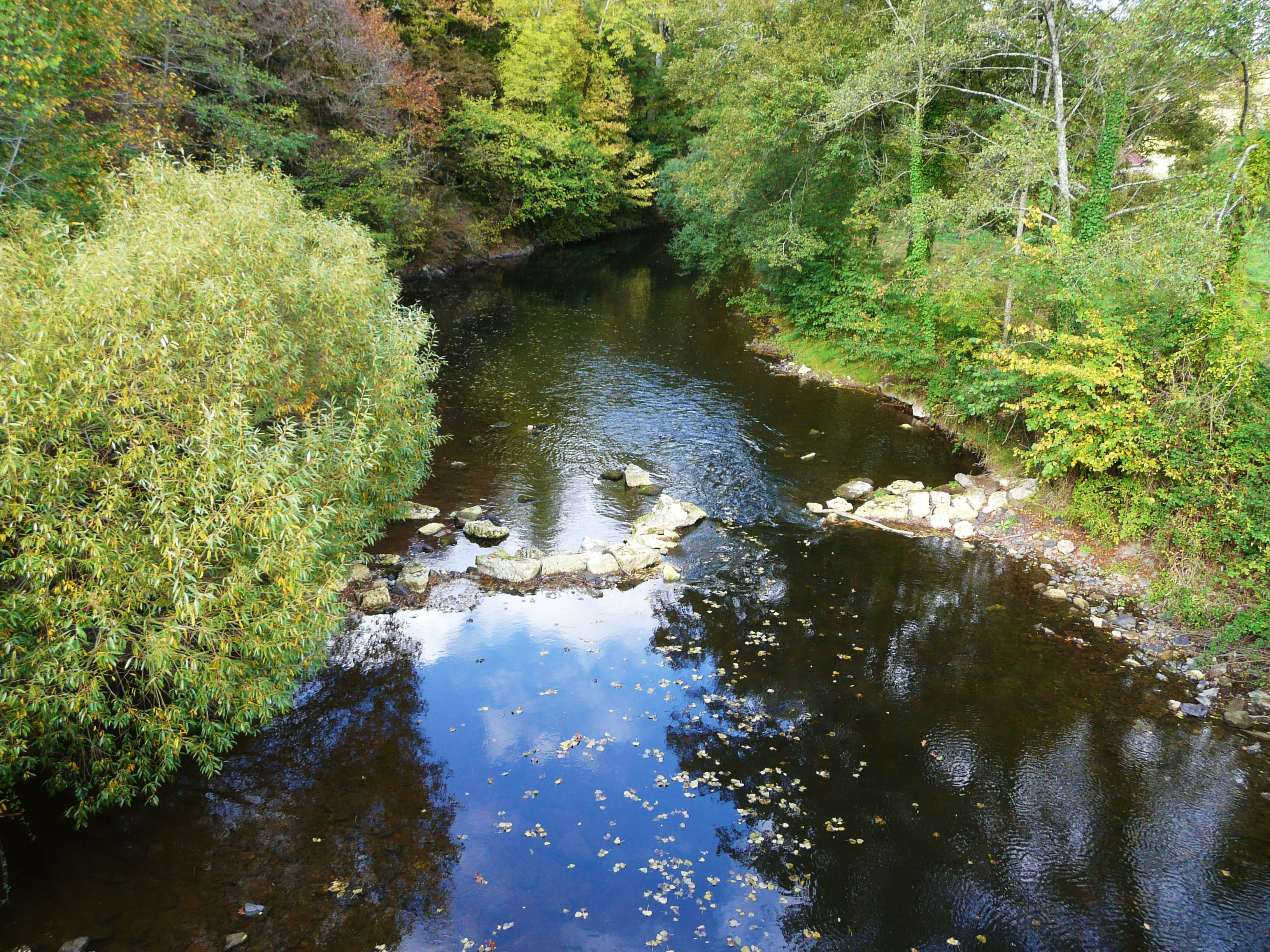
La Tardoire à Montbron.